# Plurale (album)
Plurale è il trentesimo album in studio della cantante italiana Mina, pubblicato nell'ottobre 1976 dalla PDU con distribuzione EMI Italiana.

## Descrizione
Inizialmente abbinato a Singolare in un'unica confezione, è stato poi venduto separatamente.
Entrambi i dischi fanno parte di un progetto concettuale che separa canzoni interpretate a una sola voce, nel primo LP Singolare, da quelle corali eseguite a più voci, in Plurale; da ciò derivano le parole scelte come titoli.
Questo secondo LP vinse nel 1977 il XV premio della critica discografica italiana come miglior disco dell'anno. Degno di nota il contributo del maestro Gianni Ferrio, che ha curato la stesura armonico-vocale di tutti i brani.
Distribuito anche su MC (PDU PMA 668) e CD (PDU CDP 7906932), rimasterizzato nel 2001 (EMI 5354522). Pubblicato su vinile in Portogallo nel 1976 (PDU E068 98884), in Grecia nel 1977 (Columbia C062 98884) e in Turchia.
Arrangiamenti vocali e strumentali: Gianni Ferrio.
Tecnico del suono: Nuccio Rinaldis.
Tutte le canzoni sono cantate nella lingua originale.

## I brani
Dopo l'introduzione parlata, che contiene dialoghi avvenuti durante le prove con Gianni (Ferrio), Nuccio (Rinaldis) e Alba (Ferrio, assistente di produzione), il disco si apre con la celebre Moonlight Serenade (1939) di Glenn Miller, nella versione con le parole di Mitchell Parish.
- C'è un uomo in mezzo al mare

Testo grottesco di Nino Rastelli su un ritmo foxtrot del maestro Dino Olivieri, inciso nel 1936 su 78 giri dal duo Renzo Mori (tenore) e Molina (basso); ripreso lo stesso anno dal Trio Lescano. In seguito avrà periodicamente altri interpreti, tra cui Claudio Villa. Si trova anche con il titolo ridotto Oh capitan o allungato anteponendo queste stesse parole, che già lo precedono nel ritornello.
- Il testamento del capitano

Canzone tradizionale in lingua piemontese, che presumibilmente racconta un evento bellico risalente al 1500, ripresa e adattata da un anonimo soldato per i cori degli Alpini alla fine della prima guerra mondiale (1918).
Nel 2014, ricorrenza del centenario della Grande Guerra, Massimo Bubola ha pubblicato un album a tema con lo stesso titolo.
Brano senza parte strumentale di cui Mina incide 14 'voci' diverse, per emulare lo stile dei cori degli Alpini.
Le versioni di My Love e Michelle saranno scelte e inserite da Mina il suo album tributo ai Beatles del 1993: Mina canta i Beatles, anche se propriamente My Love non è una canzone dei Beatles ma del solo McCartney.
- Michelle

Mina aveva già cantato il brano del gruppo di Liverpool, nella traduzione in italiano, durante lo show Sabato sera del 1967 (2ª puntata, 8 aprile). L'esibizione, insieme alle più importanti performance televisive dal vivo della cantante, si trova nella raccolta Signori... Mina! vol. 1, pubblicata nel 1993 dalla Raro! Records e in video sul DVD Gli anni Rai 1967-1968 vol. 5, che fa parte di un cofanetto monografico in 10 volumi pubblicato da Rai Trade e GSU nel 2008.
Per l'interpretazione in questo album, lo stesso Paul McCartney inviò a Mina un telegramma di congratulazioni, scrivendo che era la più bella versione che avesse sentito. La cantante, letto il messaggio, esclamò: «Oh, ma che carino» e poi gettò via il telegramma.
Michelle e El porompompero, eseguite dal vivo, sono presenti in Mina Live '78, album che documenta l'ultimo concerto di Mina prima del ritiro dai palcoscenici.
- Good evening friends

Dura soltanto 8 secondi ed è il brano più breve inciso dalla cantante in tutta la sua carriera.

## Tracce
Lato A
1. Intro (registrazione di dialoghi durante le prove) – 2:25
2. Moonlight Serenade – 3:53 (testo: Mitchell Parish – musica: Glenn Miller; edizioni musicali Curci)
3. C'è un uomo in mezzo al mare – 2:26 (testo: Nino Rastelli – musica: Dino Olivieri; edizioni musicali Leonardi)
4. My Love – 4:12 (Linda e Paul McCartney; edizioni musicali Curci)
5. Il testamento del capitano – 3:42 (testo: anonimo – musica: tradizionale adatt. Gianni Ferrio; edizioni musicali D.R.)

Lato B
1. El porompompero – 3:11 (testo: José Antonio Ochaíta, Xandro Valerio, Gomez Rodriguez – musica: Juan Solano Pedrero; edizioni musicali Nazionalmusic)
2. Michelle – 5:30 (John Lennon, Paul McCartney; edizioni musicali Ritmi e canzoni)
3. Pennsylvania 6-5000 – 2:52 (testo: Carl Sigman – musica: Jerry Gray; edizioni musicali Curci)
4. Scettico blues – 3:25 (testo: Tommaso De Filippis – musica: Dino Rulli; edizioni musicali Franchi)
5. Mood Indigo – 3:12 (testo: Irving Mills – musica: Duke Ellington, Barney Bigard; edizioni musicali Mills)
6. Good Evening Friends – 0:08 (musica: Gianni Ferrio; edizioni musicali D.R.)